# Slap house
Slap house, o Car music, es un género de música electrónica. Sus orígenes se atribuyen a la popularidad y repercusión internacional del género brazilian bass.

## Características
Slap house comenzó a mostrar características distintas del brazilian bass después de que el estilo fuera producido y adaptado por DJs europeos. Por lo tanto, la nueva derivación de la música house presentaba un sonido vibrante, pero con voces pop y graves profundos.
En teoría, Slap House presenta pistas de brazilian bass sin el aplauso al comienzo del drop. Es una reinterpretación moderna del mercado externo al género brasileño, ensamblada completamente sobre la forma y estructura de las pistas de brazilian bass. La sutil diferencia se ve en el uso de elementos de la casa grande, patadas más fuertes que aportan más "presión" a la música y melodías más elaboradas. En referencia al nombre, el término Slap proviene de un antiguo movimiento musical. Slap es la forma de tocar la guitarra, el bajo y el contrabajo, golpeando las cuerdas contra los instrumentos, algo muy presente en el disco. Esto proporciona un sonido de ritmo, similar a una percusión. Esta técnica se originó con el bajista de funk Larry Graham.